# 住倉工業
住倉工業株式会社（すみくらこうぎょう、英文社名 SUMIKURA INDUSTRIAL CO., LTD）は、かつて存在した日本の企業。シャーラインなどの金属加工機械、圧延機などの産業機械の製造のほか、電子決済サービスの提供を行っていた。
破産申請により2002年6月18日に東証二部を上場廃止。2005年末に、1株につき11円95銭の残余財産を分配した。

## 破産までの経緯
当時総務部長であった小住聿が、2000年6月に開かれる株主総会の対策をコンサルタント会社社長に依頼し、その謝礼金を支払ったとして商法違反（利益供与）の疑いで2002年2月13日に逮捕された。またこれに伴って2000年6月当時社長であった竹森哲男、次期社長であった大島肇まで各々同意があったとして逮捕された。この事件により信用不安が生じたことや、また債務超過であるとして、後任の青木寿社長は2002年5月10日に破産を申請したが、同日開かれた臨時取締役会において、4名の取締役のうち破産申請に反対した2名が大株主5名と破産宣告の差し止めを求める仮処分を申請。結局6月3日に破産宣告を受け、東証・大証の上場廃止日が8月11日から6月18日に変更された。
しかし2005年に清算結果が明らかになると、全社員に満額の退職金を支払い、負債を全額返済し、且つ約８億円の残余金を生じて株主に分配しており、債務超過ではなかったことが判明した。
その後、台湾のプレス機械メーカー子会社が営業権・浜松工場を取得。現在はSUMIKURA機械株式会社として、金属加工機械やプレス機械の製造を行っている。

## 年表
- 1914年（大正3年）4月 - 西川鉄工所として浜松市に設立。
- 1940年（昭和15年）5月 - 浅野機械工業株式会社に合併。
- 1945年（昭和20年）12月 - 社名を小倉製鋼株式会社に変更。
- 1952年（昭和27年）9月 - 小倉製鋼、小倉市（現北九州市）に子会社として九州鋼業株式会社を設立。
- 1953年（昭和28年）3月 - 九州鋼業、東京に本社を移転。
- 1953年（昭和28年）4月 - 九州鋼業、住倉工業株式会社に社名変更。
- 1953年（昭和28年）6月 - 小倉製鋼、住友金属工業株式会社に合併。住倉工業は小倉製鋼の浜松製作所と渕野辺工場（後に譲渡）の資産・負債を譲り受ける。
- 1961年（昭和36年）9月 - 東証・大証各2部に上場。
- 1997年（平成9年）7月 - 浜松市に本社を移転。
- 1998年（平成10年）12月 - 住倉興産株式会社と合併。
- 2000年（平成12年）7月 - 東京都港区に本社を移転。

### 破産申請以降
- 2002年（平成14年）
  - 5月10日 - 経営陣による破産申請。負債総額18億円。
  - 5月17日 - 大株主による民事再生手続き申し立て。破産手続き中止命令が出される。
  - 6月3日 - 破産宣告をうける。
  - 6月17日 - 東証での取引を終える。終値1円。
- 2005年（平成17年）
  - 2月21日 - 広告
    - 2005年5月17日に第一回清算株主総会。基準日は3月31日。
    - 名義書き換え再開

  - 9月15日 - 広告
    - 分配金確定 １株につき11円95銭
    - 基準日11月1日

  - 12月20日 - 残余財産の分配。